# Kołaki Kościelne (gemeente)
De gemeente Kołaki Kościelne is een landgemeente in het Poolse woiwodschap Podlachië, in powiat Zambrowski.
De zetel van de gemeente is in Kołaki Kościelne.
Op 30 juni 2004 telde de gemeente 2436 inwoners.

## Oppervlakte gegevens
In 2002 bedroeg de totale oppervlakte van gemeente Kołaki Kościelne 73,76 km², waarvan:
- agrarisch gebied: 67%
- bossen: 26%

De gemeente beslaat 10,06% van de totale oppervlakte van de powiat.

## Demografie
Stand op 30 juni 2004:
| Omschrijving                   | Totaal | Totaal | Vrouwen | Vrouwen | Mannen | Mannen |
| ------------------------------ | ------ | ------ | ------- | ------- | ------ | ------ |
| eenheid                        | aantal | %      | aantal  | %       | aantal | %      |
| inwoners                       | 2436   | 100    | 1177    | 48,3    | 1259   | 51,7   |
| bevolkingsdichtheid (inw./km²) | 33     | 33     | 16      | 16      | 17,1   | 17,1   |

In 2002 bedroeg het gemiddelde inkomen per inwoner 1300,21 zł.

## Plaatsen
Cholewy-Kołomyja, Czachy-Kołaki, Czarnowo-Dąb, Czarnowo-Undy, Czosaki-Dąb, Ćwikły-Krajewo, Ćwikły-Rupie, Głodowo-Dąb, Gosie Duże, Gosie Małe, Gunie-Ostrów, Kołaki Kościelne, Kossaki-Borowe, Krusze-Łubnice, Łętowo-Dąb, Łubnice-Krusze, Podłatki Duże, Podłatki Małe, Rębiszewo-Zegadły, Sanie-Dąb, Szczodruchy, Wiśniówek-Wertyce, Wróble-Arciszewo, Zanie-Leśnica.

## Aangrenzende gemeenten
Kulesze Kościelne, Rutki, Wysokie Mazowieckie, Zambrów